# Dennis Pohl
Dennis Pohl et un coureur cycliste allemand né le 11 novembre 1986 à Alma-Ata (Kazakhstan).

## Biographie
Professionnel depuis 2006, il compte deux victoires. Il mène de front carrière cycliste professionnel et études d'architecture-ingénierie.

## Palmarès
- 2009
  - Tour de Düren
  - 1re étape du Tour des Pyrénées

## Classements mondiaux
| Année           | 2005  | 2006 | 2007  | 2008 | 2009 | 2010 |
| --------------- | ----- | ---- | ----- | ---- | ---- | ---- |
| UCI Asia Tour   |       |      |       |      |      | 323e |
| UCI Europe Tour | 1282e |      | 1351e | 239e | 240e |      |